# Кордова (муниципалитет)
Кордова (исп. Córdoba) — муниципалитет в Мексике, штат Веракрус, расположен в Горном регионе. Административный центр — город Кордова.